# Vřesová studánka
Vřesová studánka je pramen a obecněji stejnojmenná lokalita (poutní místo v Loučné nad Desnou v okrese Šumperk) na jižním úbočí Červené hory na hlavním hřebenu Jeseníků ve výšce 1290 m n. m. Jsou odtud překrásné výhledy na severně se rozkládající Keprník a na blízký vrchol Vozky a na Spálený vrch.

## Pověst spojená se studánkou
Studánka je spojena s pověstí o zázračné léčivé vodě. Podle ní postřelil před dávnými lety zdejší lesník jelena, ten však doskákal až k horské Vřesové studánce a zázračnou vodou ze studánky si rány rychle vyléčil. Lesník, který to viděl, sám trpěl očním neduhem, účinnost pramene odzkoušel na sobě a brzy se mu zrak vrátil v plné síle. Z vděčnosti a na připomínku tohoto zázraku pak pověsil ke studánce svatý obrázek Panny Marie sedmibolestné, která se mu údajně na tomto místě zjevila. Zvěst o prameni se rychle roznesla a k místu začali zanedlouho přicházet lidé z širého okolí pro zázračnou vodu. Postupně u studánky vzniklo malé poutní místo, které se může pochlubit tím, že je nejvýše položené na celé Moravě i ve Slezsku!

## Stavby v okolí studánky

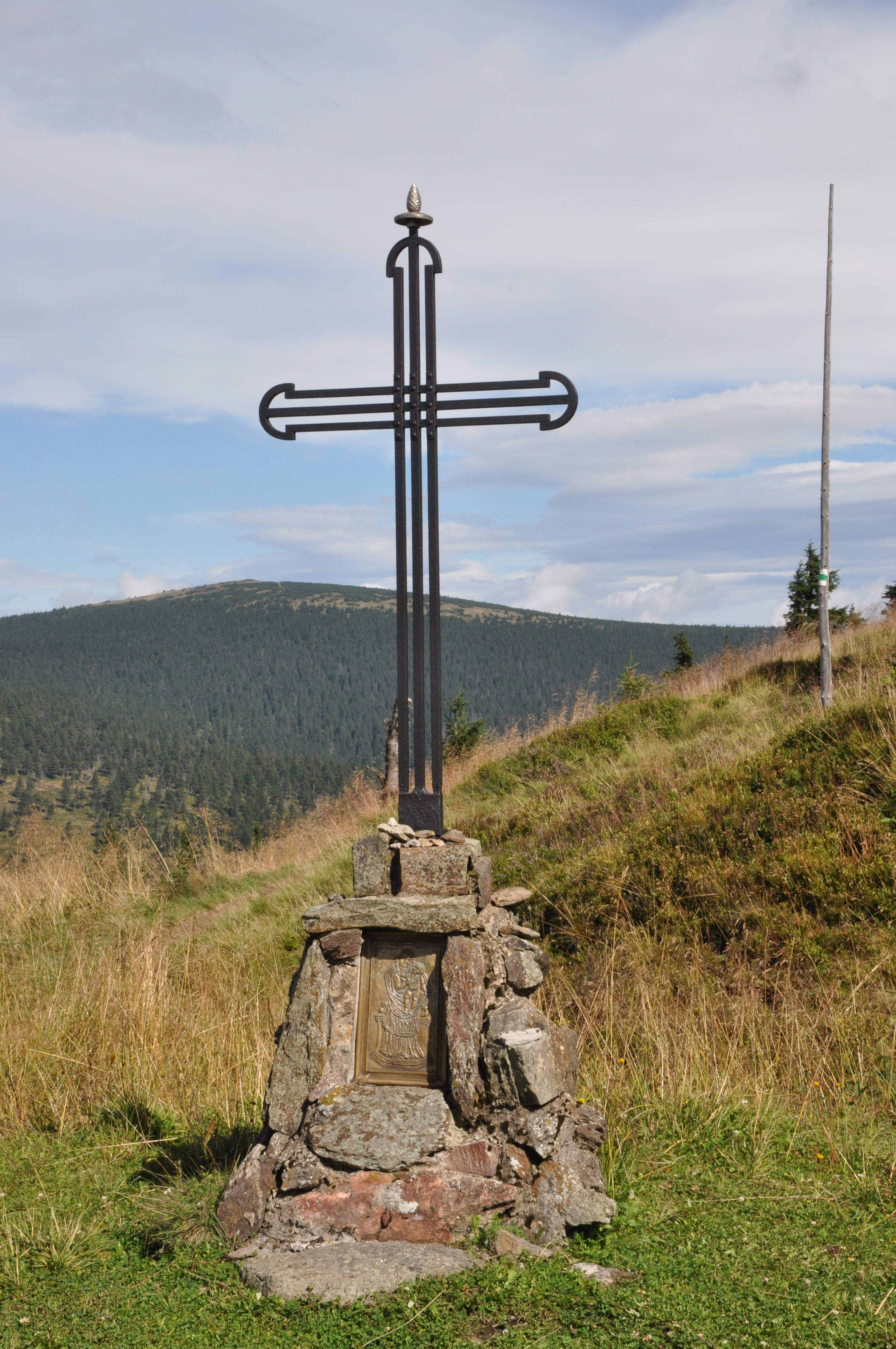
Kříž na místě vyhořelého kostelíka

Ve 2. polovině 17. století byla při Vřesové studánce postavena kaple, která však vyhořela po zásahu blesku. V letech 1844-50 pak vedle pramene vystavili zdejší lidé kostelík Panny Marie (vysvěcený na svátek sv. Maří Magdaleny 22. července 1850), který byl ještě dvakrát obnoven. V roce 1946 však kostelík po zásahu bleskem vyhořel a již nebyl vystavěn. Na jeho základech byl vztyčen alespoň malý kříž, pocházející z věžičky vyhořelého kostelíka. Studánka sama se pak v roce 1927 dočkala zastřešení v podobě kamenné kaple, jež stojí doposud.

### Chata Vřesová studánka
Nad Vřesovou Studánkou ve výši 1313 m n. m. byla v roce 1892 postavena chata Vřesová studánka (tehdy Hedelbrünnel). Na podzim roku 1965 chata hostila také účastníky 5. Stezky, celostátní turistické akce vysokoškolských studentů. V roce 1968 tam byla ke kondičnímu pobytu ubytována Věra Čáslavská. Ještě v šedesátých letech dvacátého století byla v provozu, včetně možnosti turistického ubytování a stravování. Roku 1981 byla pro technické problémy uzavřena a roku 1988 bez náhrady stržena.

### Plán na obnovu kostelíka a poutního místa
V roce 2016 byl pozemek a základy kostelíka vrácen katolické církvi a Olomouckým arcibiskupstvím bylo rozhodnuto kostelík Panny Marie sedmibolestné obnovit. V sobotu 9. 9. 2017 se zde konala slavnostní mše s posvěcením žulového kamene oltářní menzy, jako základu pro novou stavbu. Mši celebroval páter Milan Palkovič, farář z blízké Loučné nad Desnou a páter František Eliáš z Olomoucké arcidiecéze. Slavnost v přírodě přenášela TV Noe přímým přenosem z nádherného prostředí Jeseníků též za použití dronu s kamerou. Připravena je též obnova turistické chaty.

## Sesuv v roce 1921
Svah pod Vřesovou studánkou nebyl stabilní a vzhledem k drsným horským povětrnostním podmínkám byl již v minulosti postižen silnou erozí. Největší katastrofou prošlo místo po prudké průtrži mračen večer dne 1. června 1921. V tento den během pouhých 30 minut sjelo údajně až 60 000 m³ půdy i s lesem do údolí řeky Hučivé Desné. Sesuv postihl plochu o délce kolem 800 m a šířce až 180 m! Toho dne byl v Hrubém Jeseníku mezi vrchem Keprníkem a Červenohorským sedlem zaznamenán nejintenzivnější přívalový liják po dobu meteorologických pozorování. Na Červenohorském sedle napršelo za 2 hodiny kolem 180 mm srážek. Na hřebeni hor tak muselo přirozeně napršet ještě více. Zemina, kameny, stromy a další hmota ze sesuvu pak zahradila úplně údolí řeky Hučivé Desné a vytvořila rozlehlou přehradu. Následné prolomení nestabilní nové hráze napáchalo katastrofální škody v celém údolí kolem řeky Desné. Při této katastrofě zahynuli čtyři lidé.

## Turistické trasy
Kolem kapličky prochází červená  a zelená  turistická trasa. Z Červenohorského sedla vede červená turistická trasa, která dále pokračuje na horu Keprník. Jedná se o evropskou dálkovou trasu E3. Zelená turistická trasa začíná v Koutech nad Desnou a dále pokračuje na vrchol Točník.